# 라이너 하슬러
라이너 하슬러(독일어: Rainer Hasler, 1958년 7월 2일 ~ [[2014년] 10월 29일)는 리히텐슈타인의 전직 축구 선수로, 포지션은 수비수였다.

## 경력
스위스 슈퍼리그의 뇌샤텔 크사막스와 세르베트 FC에서 활약하였다. 세르베트 FC 소속 시절에는 2년 동안 주장으로 뛰었고 1984년 스위스컵과 1985년 스위스 슈퍼리그 우승에 공헌하였다. 1981-82 시즌에는 뇌샤텔 크사막스를 UEFA컵 8강까지 진출하였다.
1989년 세르베트 FC에서 은퇴하였다. 그가 은퇴하기 전까지 리히텐슈타인 축구 국가대표팀은 어떠한 경기를 갖지 않아 리히텐슈타인 대표팀에서 뛸 기회가 없었다. 2003년 11월 리히텐슈타인 축구 협회로부터 UEFA 주빌리 어워드 수상자로 선정되었다.